# St. Vitus (Hauzenberg)

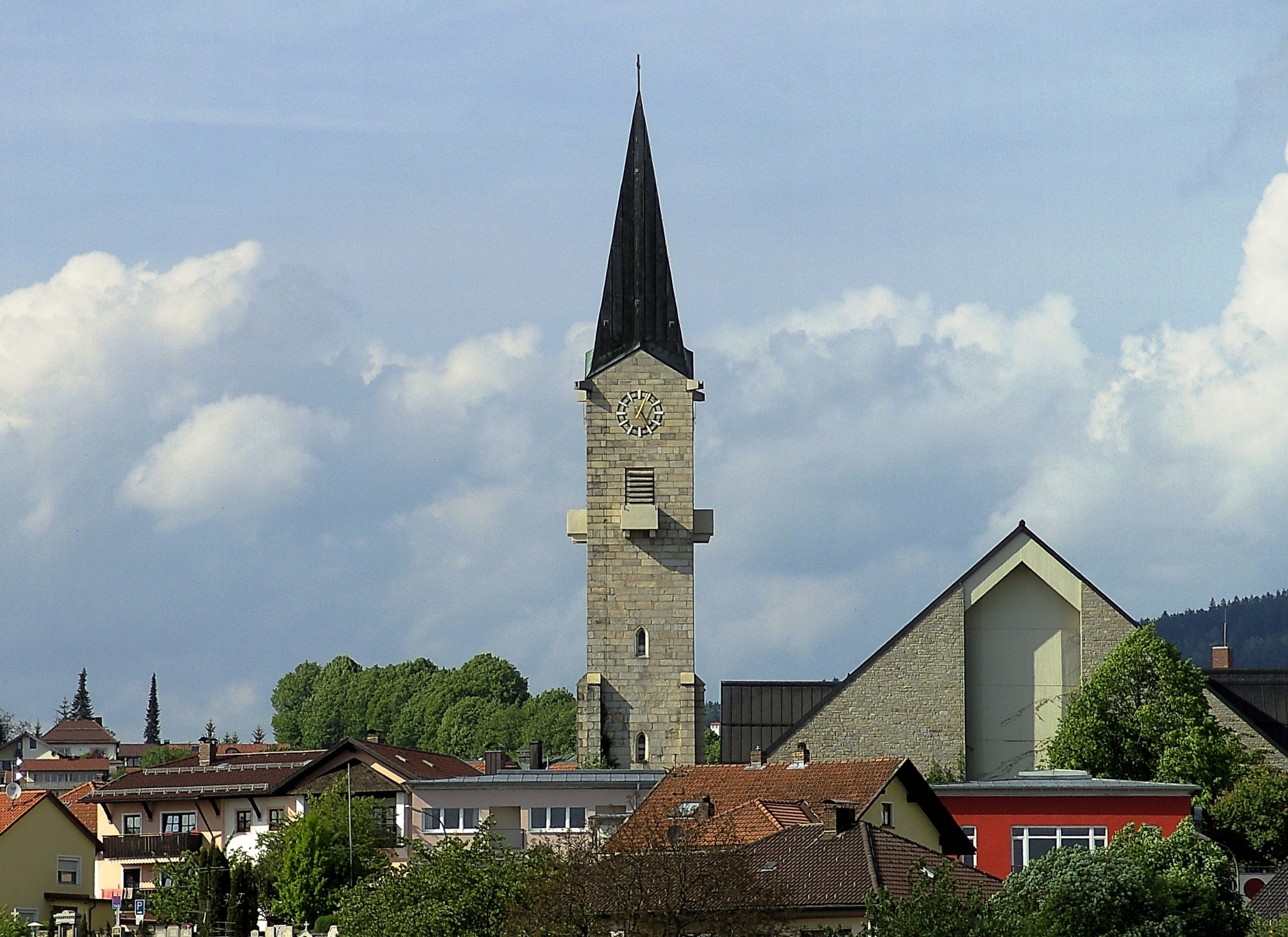
St. Vitus in Hauzenberg

Die römisch-katholische Pfarrkirche St. Vitus in der Stadt Hauzenberg im Landkreis Passau in Niederbayern steht unter Denkmalschutz.

## Geschichte und Kirchenbau
Nach einer langen Entscheidungsfindung ab 1959 wurde das erst im Jahre 1851 geweihte und im neugotischen Stil gebaute dreischiffige Langhaus mit zahlreichen Pfeilern und einer ungeeigneten Empore abgerissen. Der Chor aus der 1. Hälfte des 15. Jahrhunderts und der Kirchturm blieben erhalten. Dazwischen wurde nach den Plänen des Architekten Hans Beckers ein neuer moderner Saalraum in der Größe von 30 × 30 m mit etwa 800 Sitzplätzen errichtet. Am 15. Oktober 1972 wurde die Kirche vom Diözesanbischof Antonius Hofmann, welcher von 1938 bis 1940 ebenda Kaplan war, neu geweiht.
Im spätgotischen Chor steht der spätgotische Freudenseer Flügelaltar aus der Werkstatt von Rueland Frueauf dem Älteren aus dem Ende des 15. Jahrhunderts, welcher aus der Kapelle der Burg Freudensee hierher übertragen wurde.

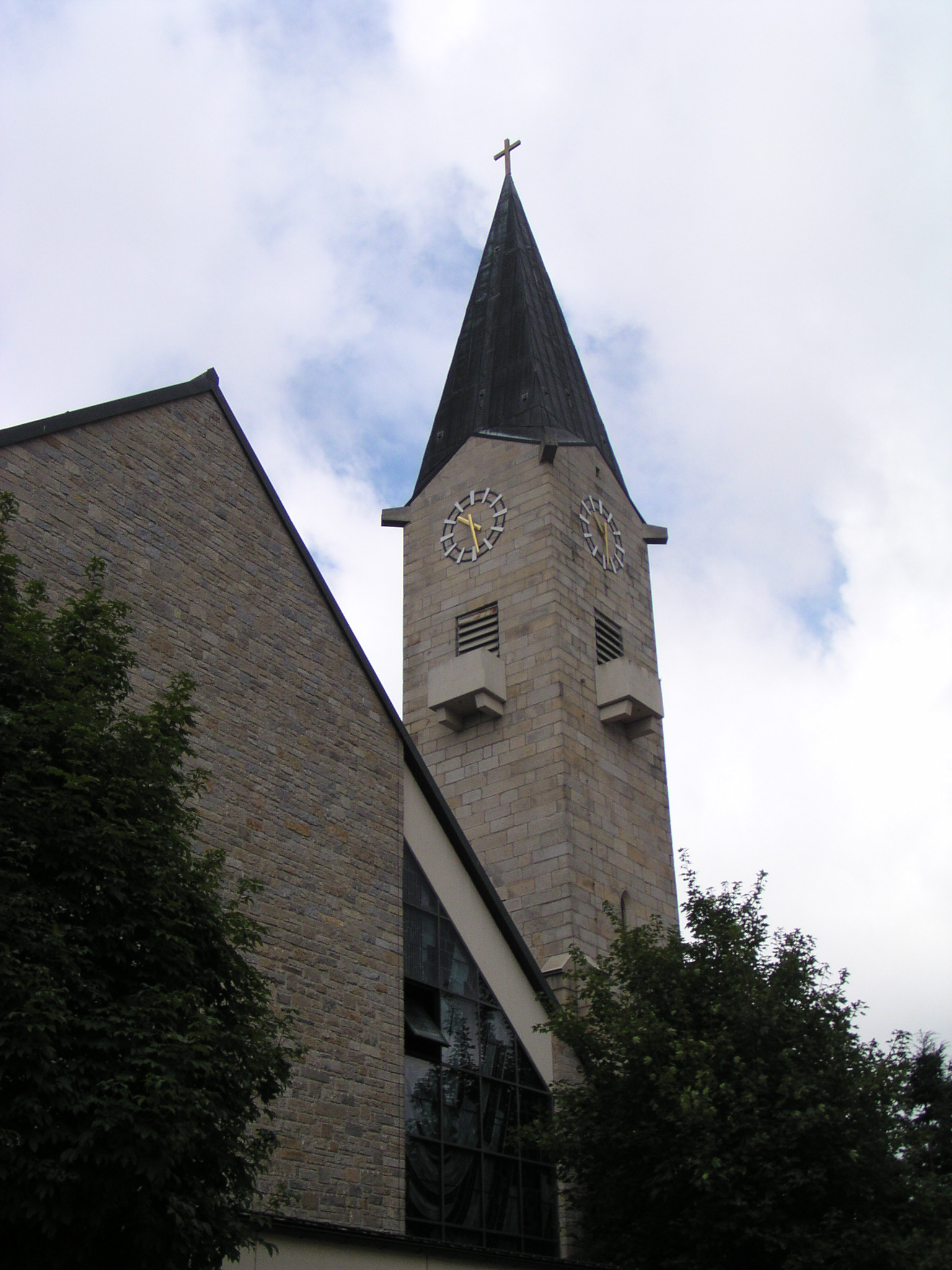
Der Turm von St. Vitus.

Fünf Sitzbereiche sind um den mittigen Volksaltar angeordnet. Der Chor wird als Werktagskapelle genutzt.

## Glocken

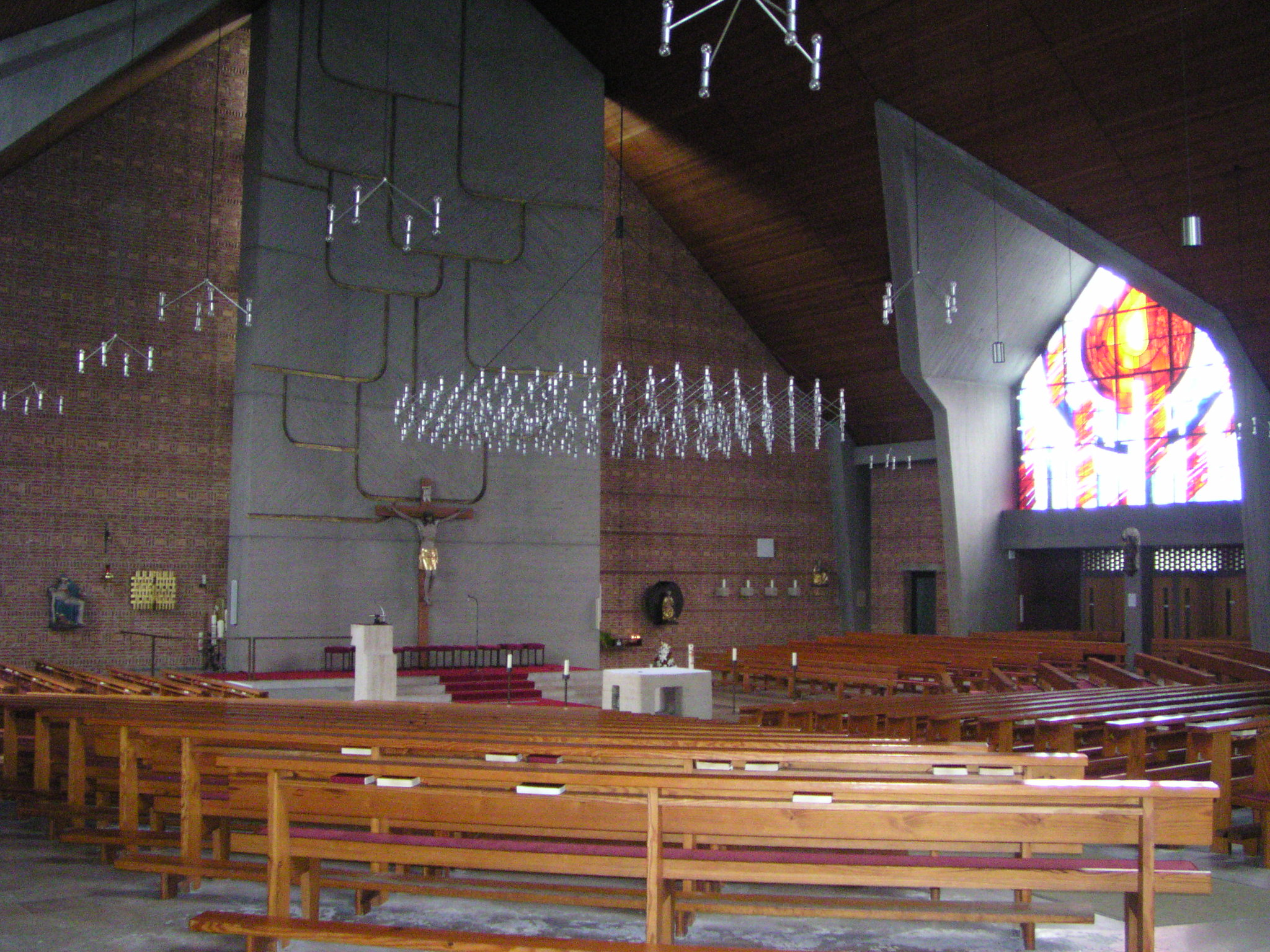
Blick in den Kirchenraum.

| Glocke | Name        | Schlagton | Gewicht | Gießer         | Gussjahr |
| 1      | Christkönig | cis1      | 2140 kg | Perner, Passau | 1972     |
| 2      | Vitus       | e1        | 1084 kg | Perner, Passau | 1972     |
| 3      | Maria       | fis1      | 848 kg  | Perner, Passau | 1972     |
| 4      | Konrad      | gis1      | 595 kg  | Perner, Passau | 1972     |
| 5      | Joseph      | h1        | 355 kg  | Perner, Passau | 1972     |
| 6      | Michael     | cis2      | 232 kg  | Perner, Passau | 1972     |